# Eurymylidae
Eurymylidae es una familia extinta de los glires que vivieron desde el Paleoceno inferior al Eoceno medio en lo que ahora es Asia. Su posición filogenética dentro de los glires es controvertida: algunos la consideran ancestral de los roedores y  otros una rama colateral de estos.

## Clasificación
- Familia †Eurymylidae
  - †Amar (Dashzeveg & Russell, 1988)
  - †Heomys (Li, 1977)
  - †Nikolomylus (Shevyreva & Gabunia, 1986)
  - †Palaeomylus (Meng et al., 2005)
  - †Sinomylus (McKenna & Meng, 2001)
  - Subfamilia †Decipomyinae
    - †Decipomys (Dashzeveg et al., 1998)

  - Subfamilia †Eurymylinae
    - †Eomylus (Dashzeveg & Russell, 1989)
    - †Eurymylus (Matthew & Granger, 1925)
    - †Kazygurtia (Nessov, 1987)

  - Subfamilia †Khaychininae
    - †Khaychina (Dashzeveg & Russell, 1988)

  - Subfamilia †Rhombomylinae
    - †Hanomys (Huang et al., 2003)
    - †Rhombomylus (Zhai, 1978)
    - †Matutinia (Li et al., 1979)